# Дель Мар, Аллесандро
Аллесандро дель Мар (известный также как Макс Беллочио) — итальянский порнорежиссёр, лауреат ряда наград за свои фильмы.

## Биография
Снял около 100 порнофильмов. Под псевдонимом Макс Беллочио он снимал фильмы, действие которых разворачивается в Италии. Под псевдонимом Аллесандро Дель Мар он снимал фильмы для студии «Private Media Group». Все фильмы этого периода связаны с островами, пляжами и тропическим отдыхом. В 2004 году Дель Мар снял фильм «Миллионер», а в 2008 году снял его продолжение, «Миллиардер». В 2005 году Дель Мар снял фильм по известному роману Даниэля Дефо «Робинзон Крузо на острове греха» также удостоенного ряда наград.

## Избранная фильмография
Большинство из фильмов Дель Мара переводились на русский язык и демонстрировались в России.
- «Cronaca di un omicidio» (1999)
- «Tutto in una notte» (1999)
- «Private Tropical 6: Tequila Bum Bum» (2003)
- «Миллионер» (2004)
- «Солнце, пляж и секс» (2005)
- «Лагуна фантазий» (2005)
- «Робинзон Крузо на острове греха» (2005)
- «Private Tropical 23: Hotel Affairs» (2006)
- «Private Tropical 26: Madagascar» (2006)
- «Миллиардер» (2008)

## Награды
- XRCO Award (2004) — Best DVD[2].
- Venus Award (2004) — Best Europäischer Film[3]
- Venus Award (2004) — Best DVD[4].
- Eroticline Awards — 2005
- AVN Awards — 2006
- FICEB Award — 2006 (Две премии)